# Sichildis
Sichildis, ook Sichilde, Sichilda of Sigihild (ca. 590 - Clichy, 28 september 629) was een koningin der Franken ten tijde van de heerschappij van de Merovingen.

## Leven
De afkomst van Sichildis gaf sinds de hoge middeleeuwen aanleiding tot speculaties – zo gingen geleerden als Jacques de Guyse ervan uit, dat zij uit het geslacht van de Salisch Frankische Ardennengraven met Chlodio als stamvader afkomstig was; deze aanname is echter door het moderne bronnenonderzoek weerlegd.
Sichildis werd rond 590 geboren en had met Gomatrude en Brodulf nog minstens een zus en een broer. Op 15-jarige leeftijd maakte de Frankische koning Chlotharius II haar tot een van zijn concubines – mogelijk ging het om een in de Merovingische tijd gebruikelijke Friedelehe.
Ten laatste rond 614 baarde ze Chlotharius II een zoon, Charibert II, en werd na de dood van Chlotharius' tweede gemalin, Bertetrude, in 618 door deze tot zijn echtgenote en koningin der Franken verheven.
Sichildis oefende in de daaropvolgende jaren een niet geringe invloed op de koninklijke politiek uit; zo ziet het historisch onderzoek in haar de drijvende kracht achter Chlotharius zijn bevel aan zijn oudste zoon en latere opvolger, Dagobert I, om de zus van zijn stiefmoeder, Gomatrude, tot vrouw te nemen.
In 626 werd Sichildis door Chlotharius II van echtbreuk met een jonge edele uit de pagus Étampes, Boso, beschuldigd. Het is niet meer te achterhalen of ze daadwerkelijk een dergelijke daad heeft begaan of het slachtoffer van een smeercampagne van haar politieke tegenstanders werd – uiteindelijk liet Chlotharius II de moord op Boso door een van zijn vertrouwelingen, de dux van Neustrobourgondië, Arnebert, uitvoeren.
Sichildis zelf overleed op 28 september 629, naar alle waarschijnlijkheid in de koninklijke palts in Clichy en vond haar laatste rustplaats in de abdij van Saint-Vincent-Sainte-Croix; of zij een natuurlijke dood stierf of op bevel van haar koninklijke gade werd vermoord, blijft op basis van het beperkte aantal bronnen onduidelijk.

## Moeder van Charibert II?
De twee voornaamste bronnen voor de geschiedenis van het Frankische Rijk in de 7e eeuw vermelden tegenstrijdige gegevens over wie de moeder van Charibert II, onderkoning van Aquitanië, was. Zo geven de zogenaamde kronieken van Fredegar aan dat Charibert uit het tweede huwelijk van Chlotharius II met Bertetrude afkomstig was, terwijl de auteurs van de Gesta Dagoberti, het levensverhaal van Dagobert I in het Liber Historiae Francorum, juist uitdrukkelijk Sichildis als Chariberts moeder vermelden. Op basis van het feit dat Dagobert I onmiddellijk na de dood van zijn vader zijn echtgenote Gomatrude, de zus van zijn stiefmoeder Sichildis, verstootte en ook haar broer, Brodulf, liet vermoorden, omdat deze hevig de aanspraken van Charibert II op de Frankische troon verdedigde, gaat men er in het historisch onderzoek haast van uit dat Charibert daadwerkelijk een lijflijke zoon van Sichildis was.